# Grindby

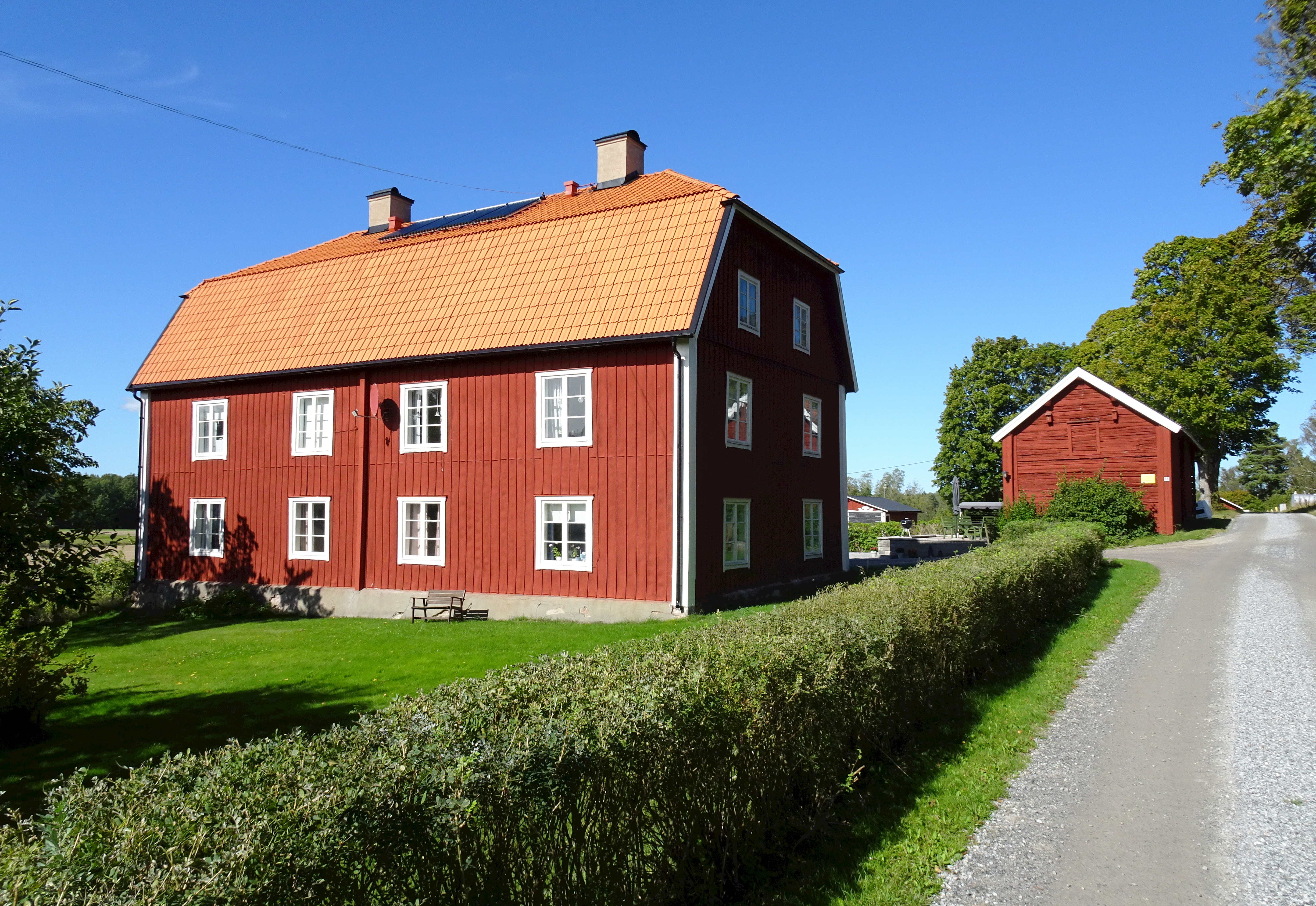
Grindby gård, 2016.

Grindby är en mindre ort och en tidigare herrgård på mellersta Adelsön i Ekerö kommun.  Vid Grindby finns en av de största förekomsterna av fornlämningar från bronsåldern i  kommunen. Bronsålderslämningarna vid Grindby ingår i riksintresset Adelsö – Björkö – Birka.

## Historik

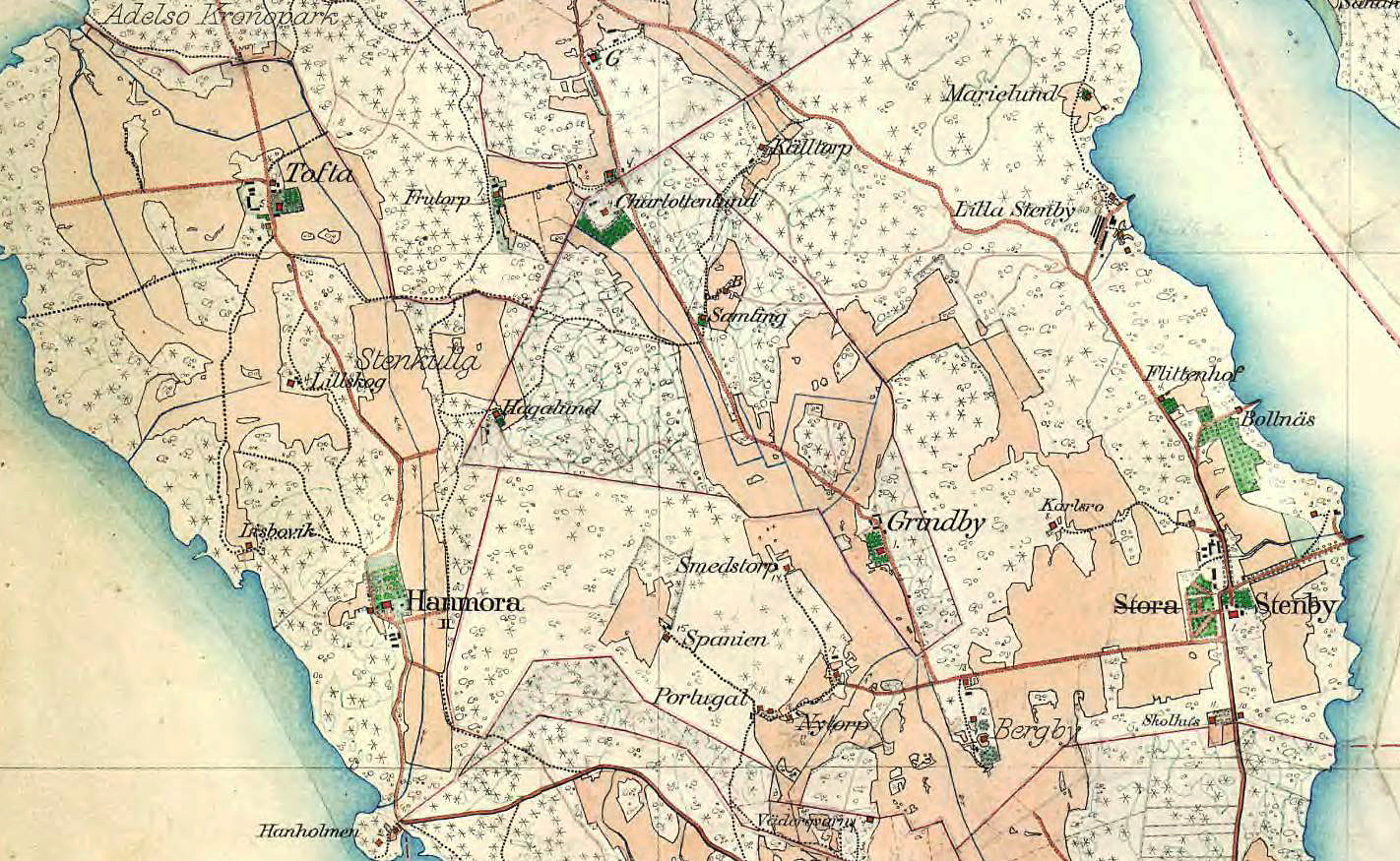
Grindby, Stenby, Hanmora och Tofta på Häradsekonomiska kartan, 1901.

Området var bebodd redan på bronsåldern och är en av de viktigaste bosättningsområdena på Mälaröarna från denna tid. Nära Grindby ligger gravfält från romersk järnålder (perioden från Kristi födelse till 400 e.Kr.) och förmodligen från denna tid härrör även den historiskt kända bebyggelsen vid Grindby. Fornlämningar från yngre järnåldern tyder på en lång kontinuitet av mänsklig närvaro. Äldsta kända skriftliga dokument (Stockholms stads tänkeböcker) är från 1595 där omnämns en Per Jacobson i Grinnby på Alznön. Äldsta kartbelägg finns på en ägomätning från år 1693.

## Bebyggelsen

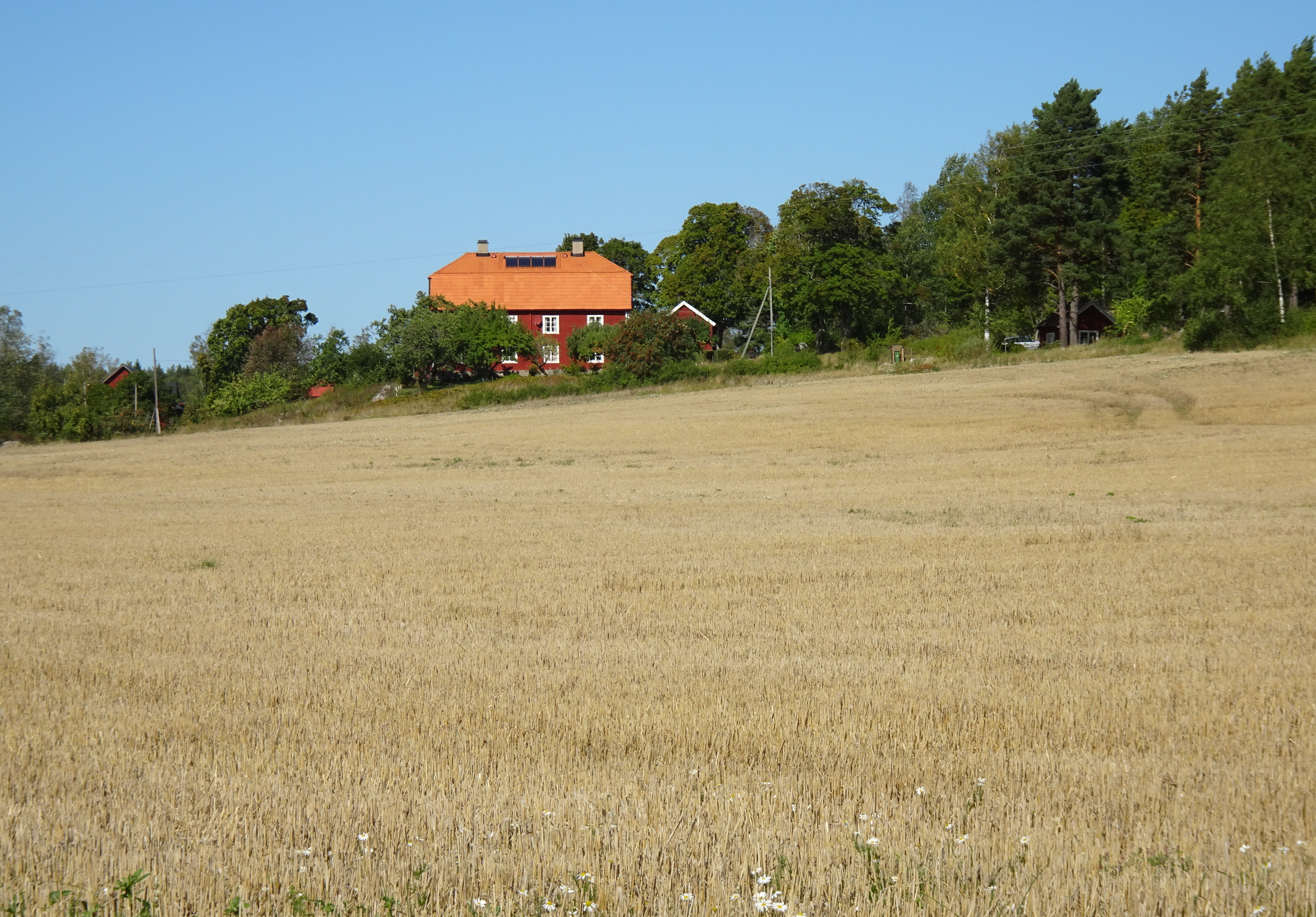
Kulturlandskapet söder om Grindby gård.

Grindby var tidigare arrendegård under Stenby. Gårdens nuvarande huvudbyggnad uppfördes troligen i början av 1800-talet. Det rör sig om ett timrat och panelat samt mycket väl bevarat trähus med en sexdelad plan i två våningar under ett valmat och brutet sadeltak. Fasaderna är avfärgade i faluröd kulör. Gårdens ekonomibyggnader härrör huvudsakligen från 1900-talets början. Bland äldre uthus märks främst en rödmålad stallänga i knuttimmer som står vid landsvägen.